# Privilege (luchtvaart)
Privilege was het frequentflyerprogramma van Brussels Airlines.
Het had drie niveaus:
- Privilege Blue
- Privilege Gold
- Privilege Platinum

De 'core partners' van Privilege waren Hertz (autoverhuur), American Airlines en British Airways.
In 2009 kregen Privilege Gold- en Platinum-leden toegang tot de voordelen van het Lufthansa Miles & More-programma. Het Privilege-programma werd samengevoegd met de programma's van Swiss en Lufthansa. Verdere uitwisseling van voordelen binnen de volledige Star Alliance waar Brussels Airlines aanvaard was als toekomstig lid, werd dan voorzien.
De Privilege Gold-leden kregen op 25 oktober 2009 een Miles & More Silver-kaart; de Privilege Platinum-leden krijgen een Miles & More Gold-kaart. Beide kaarten waren twee jaar geldig.